# Olympique Gymnaste Club de Nice Côte d'Azur 2001-2002
Questa voce raccoglie le informazioni riguardanti l'Olympique Gymnaste Club de Nice Côte d'Azur nelle competizioni ufficiali della stagione 2001-2002.

## Maglie e sponsor
Lo sponsor tecnico per la stagione 2001-2002 è Lotto, mentre come sponsor ufficiale viene utilizzato il sito internet della squadra.
| Manica sinistra · Manica sinistra · Maglietta · Maglietta · Manica destra · Manica destra · Pantaloncini · Calzettoni |

## Organigramma societario
Area direttiva
- Presidente: Silvio Rotunno, dal 14 febbraio Robert Cassone
- Direttore generale: fino a marzo Federico Pastorello

Area tecnica
- Allenatore: Sandro Salvioni

## Rosa
| N. |                      | Ruolo | Calciatore           |
| -- | -------------------- | ----- | -------------------- |
| 30 | Francia (bandiera)   | P     | Hilaire Munoz        |
| 1  | Francia (bandiera)   | P     | Jean-Daniel Padovani |
| 16 | Francia (bandiera)   | P     | Bruno Valencony      |
| 4  | Francia (bandiera)   | D     | Didier Angan         |
| 21 | Francia (bandiera)   | D     | Kelly Berville       |
| 24 | Francia (bandiera)   | D     | Jean-Charles Cirilli |
| 3  | Francia (bandiera)   | D     | José Cobos           |
| 17 | Francia (bandiera)   | D     | Patrice Evra         |
| 8  | Francia (bandiera)   | D     | Noé Pamarot          |
| 28 | Guinea (bandiera)    | D     | Abdoulaye Soumah     |
| 27 | Francia (bandiera)   | D     | Cédric Varrault      |
| 26 | Martinica (bandiera) | C     | Johan Audel          |
| 10 | Francia (bandiera)   | C     | Dominique Aulanier   |

| N. |                           | Ruolo | Calciatore         |
| -- | ------------------------- | ----- | ------------------ |
| 19 | Francia (bandiera)        | C     | Majid Ben Haddou   |
| 12 | Italia (bandiera)         | C     | Fabio Cinetti      |
| 6  | Francia (bandiera)        | C     | Manuel Nogueira    |
| 13 | Francia (bandiera)        | C     | Romain Pitau       |
| 22 | Argentina (bandiera)      | C     | Pablo Rodríguez    |
| 23 | Francia (bandiera)        | C     | Thibault Scotto    |
| 20 | Francia (bandiera)        | C     | Janick Tamazout    |
| 18 | Costa d'Avorio (bandiera) | A     | Serge Ayeli        |
| 29 | Senegal (bandiera)        | A     | Alcaly Camara      |
| 7  | Algeria (bandiera)        | A     | Abdelmalek Cherrad |
| 9  | Francia (bandiera)        | A     | Laurent Gagnier    |
| 14 | Senegal (bandiera)        | A     | Amadou Mané        |
| 25 | Francia (bandiera)        | A     | Christophe Meslin  |